# Pogonatum thomsonii
Pogonatum thomsonii là một loài rêu trong họ Polytrichaceae. Loài này được (Mitt.) A. Jaeger mô tả khoa học đầu tiên năm 1875.